# Phaeocatantops fretus
Phaeocatantops fretus är en insektsart som först beskrevs av Giglio-tos 1907.  Phaeocatantops fretus ingår i släktet Phaeocatantops och familjen gräshoppor. Inga underarter finns listade i Catalogue of Life.